# Horst Reichenbach

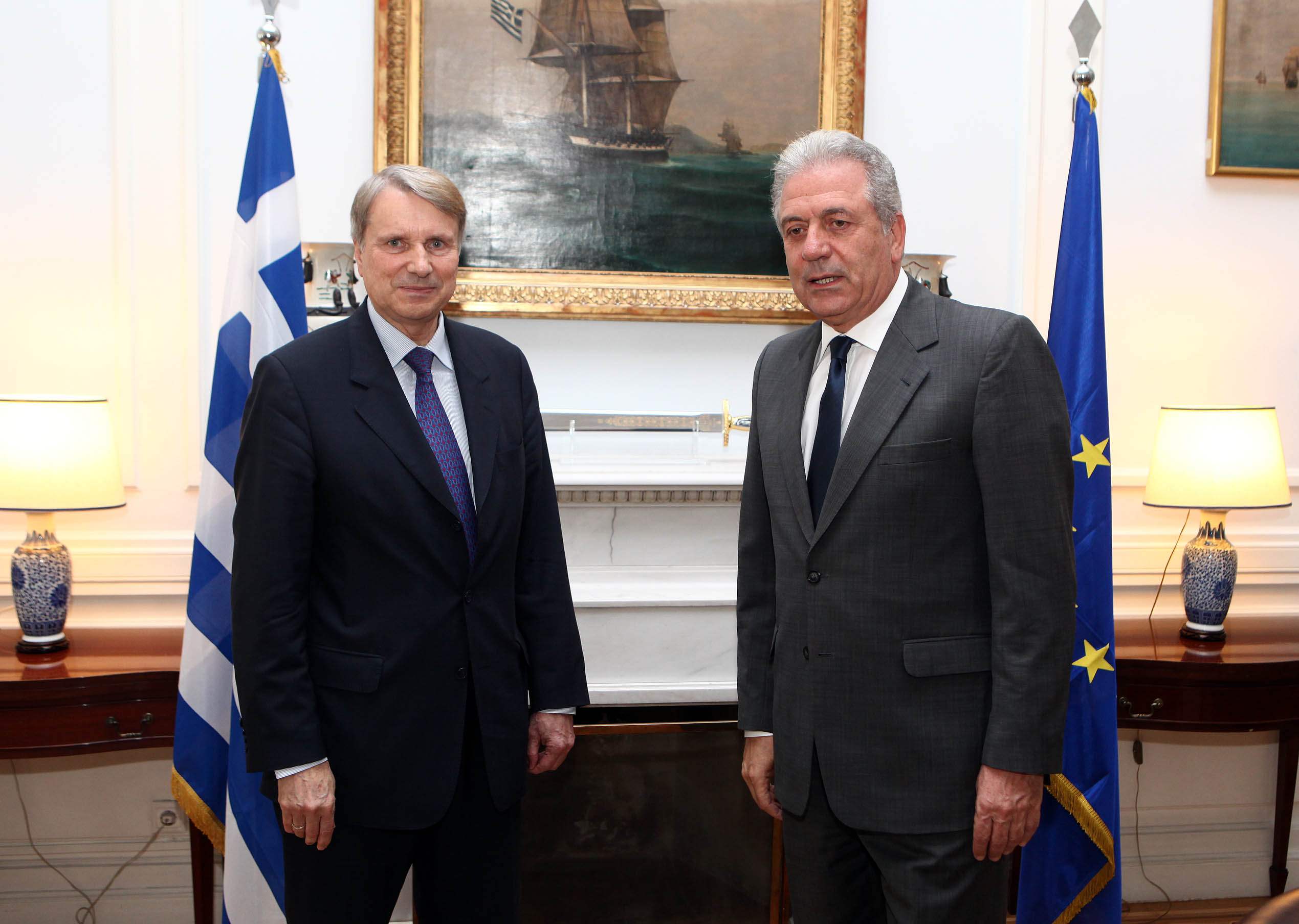
Horst Reichenbach (links) mit EU-Kommissar Avramopoulos

Horst Reichenbach (* 5. März 1945 in Kiel) ist ein deutscher Wirtschaftswissenschaftler und langjähriger EU-Beamter. Er war Leiter der Task Force Griechenland der Europäischen Kommission.

## Leben
Reichenbach studierte Volkswirtschaft und Mathematik an der Universität Kiel, wo er 1974 auch promoviert wurde. Er erwarb ferner einen M.A. in Wirtschaftswissenschaft an der University of Western Ontario in London (Ontario/Kanada).
Seit 1975 war er bei der Europäischen Kommission tätig, zunächst in den Generaldirektionen für Wirtschaft und Finanzen, für Regionalpolitik, für Koordinierung der strukturpolitischen Instrumente und für Haushalt. In den Jahren 1995 bis 1997 war er Kabinettschef der EU-Kommissarin Monika Wulf-Mathies, 1997 bis 1999 Generaldirektor der Generaldirektion für Verbraucher- und Gesundheitsschutz; hier machte er in der BSE-Krise öffentlich durch sein Eintreten für die Aufklärung der Verbraucher von sich reden. Ab 1999 leitete er die Generaldirektion ADMIN (Personal und Verwaltung).
Im Jahr 2005 ging Reichenbach als Vizepräsident der Europäischen Bank für Wiederaufbau und Entwicklung nach London.
Reichenbach ist SPD-Mitglied und mit der ehemaligen Europaabgeordneten Dagmar Roth-Behrendt verheiratet.

## Leiter der „Task Force Griechenland“
Im September 2011 wurde Reichenbach als Leiter der „Task Force Griechenland“ der Europäischen Kommission nach Athen berufen. Die Task Force, ein 30-köpfiger Krisenstab, soll dem durch die Finanzkrise in eine tiefgreifende wirtschaftliche Krise geratenen Griechenland helfen, wieder auf die Beine zu kommen. Ihre Tätigkeit betrifft insbesondere die Umsetzung der Strukturreformen, die die „Troika“ (Europäische Kommission, Internationaler Währungsfonds, Europäische Zentralbank) Griechenland vorgeschrieben hat, etwa die Verbesserung der Steuereintreibung, Reformen der Verwaltung und des Gesundheitssystems, die bessere Nutzung elektronischer Kommunikationsdienste im öffentlichen Dienst und der Privatwirtschaft. Auch bei einer besseren Nutzung der Griechenland zustehenden, aber nur unzureichend abgerufenen Fördermilliarden der EU-Strukturfonds soll die Task Force beratend tätig sein. Ein weiteres Tätigkeitsfeld ist die Vermittlung möglicher Investoren in Griechenland, insbesondere in den Branchen Tourismus, erneuerbare Energiequellen und Agribusiness.
In Teilen der griechischen Presse, die ihm anfangs mit Misstrauen begegnete, wurde Reichenbach als „Gauleiter“ und „Statthalter Angela Merkels“ bezeichnet; aus Sicht der Europäischen Union jedoch als Feuerwehrmann.

## Werke
- Boden in einer wachsenden Wirtschaft, Kiel 1975
- A note on the stability properties of induced technical progress, Kiel 1975
- Grundfragen der Leitung, Planung und Organisation von Umschlagprozessen an Zugangsstellen zum Netz der Deutschen Reichsbahn, 1985
- Market services and European integration, Luxembourg 1993
- Ausgewählte Probleme der Europäischen Finanzverfassung, Saarbrücken 1992
- Integration: Wanderung über europäische Gipfel 1961–1998. Baden-Baden 1999, ISBN 3-7890-6125-5.